# Nico Mirallegro
 (mars 2014).
Si vous disposez d'ouvrages ou d'articles de référence ou si vous connaissez des sites web de qualité traitant du thème abordé ici, merci de compléter l'article en donnant les références utiles à sa vérifiabilité et en les liant à la section « Notes et références ».
Nico Cristian Mirallegro, né le 26 janvier 1991 à Heywood, en Angleterre, est un acteur britannique. Il a joué notamment le rôle de Finn Nelson dans la série anglaise sur E4, My Mad Fat Diary. Il est aussi connu pour le rôle de Joe Middleton dans la série anglaise The Village, diffusée en 2013 sur BBC One. En 2012, il joue dans le film Spike Island de Mat Whitecross.

## Biographie
Nico Mirallegro est né le 26 janvier 1991 à Heywood, en Angleterre, d'un père sicilien et d'une mère anglo-irlandaise. Il a une jeune sœur, Claudia Marissa, née en 1992, elle aussi actrice. Il est d'ailleurs devenu acteur grâce à elle.

### Carrière
À 15 ans, il intègre la Manchester School of Acting. Il obtient alors le rôle de Newt, un adolescent emo qu'il interprète d'octobre 2007 à juin 2010, dans la série Hollyoaks, diffusée sur Channel 4. En même temps, il joue le rôle de Cam Spencer dans la websérie LOL.
En 2012, il joue Dodge dans le film Spike Island de Mat Whitecross, où il interprète un musicien fan des Stone Roses.
Depuis 2013, il incarne le rôle de Finn Nelson dans la série anglaise My Mad Fat Diary, diffusée sur E4. Il interprète aussi Joe Middleton dans la série de la BBC One, The Village. 
De janvier à mars 2014, il apparaît dans la pièce de théâtre The Pass, aux côtés de Russell Tovey, au Royal Court Theatre à Londres.

### Vie privée
Il est très ami avec l'acteur Elliott Tittensor, avec qui il partage l'affiche de Spike Island.

## Filmographie

### Cinéma
| Année | Titre                        | Rôle           | Notes         |
| ----- | ---------------------------- | -------------- | ------------- |
| 2010  | Six Minutes of Freedom       | Chris          | Court-métrage |
| 2011  | Wheels of Fortune            | Ben            | Court-métrage |
| 2012  | Spike Island                 | Dodge          |               |
| 2014  | Cardboard Boy                | Mark           | Court-métrage |
| 2014  | Common                       | Johnjo O'Shea  |               |
| 2014  | Cold Comfort                 | Paul           | Court-métrage |
| 2014  | Anita B.                     | David          |               |
| 2014  | Shooting for Socrates        | David Campbell |               |
| 2014  | Cold Comfort                 | Paul           | Court-métrage |
| 2014  | A Gun                        | Durwin         | Court-métrage |
| 2016  | The Pass                     | Harry          |               |
| 2016  | Cardboard Boy                | Mark           | Court-métrage |
| 2016  | The Habit of Beauty          | Ian            |               |
| 2017  | Murdered for Being Different | Rob Maltby     |               |
| 2018  | Peterloo                     | John Bagguley  |               |

### Télévision
| Année     | Titre                        | Rôle                | Notes               |
| --------- | ---------------------------- | ------------------- | ------------------- |
| 2007-10   | Hollyoaks                    | Barry 'Newt' Newton | personnage régulier |
| 2008      | LOL (web-série)              | Cam Spencer         | personnage régulier |
| 2010      | Doctors                      | Giovanni Mannasori  | 7 épisodes          |
| 2010      | Moving On                    | Jamie               | 1 épisode           |
| 2010-12   | Maîtres et Valets            | Johnny Proude       | personnage régulier |
| 2011      | Exile                        | Tom adolescent      | personnage régulier |
| 2011      | The Body Farm                | Sam Villiers        | 1 épisode           |
| 2012      | Last Tango in Halifax        | Alan jeune          | 1 épisode           |
| 2013-2015 | Journal d'une ado hors norme | Finn Nelson         | personnage régulier |
| 2013      | The Village                  | Joe Middleton       | personnage régulier |
| 2014      | Common                       | Johnjo O'Shea       |                     |
| 2015      | The Ark                      | Kenan               |                     |
| 2015      | Virtuoso                     | Franz               |                     |
| 2016      | Rillington Place             | Timothy Evans       | 3 épisodes          |
| 2020      | Penance                      | Jed Cousins         | 3 épisodes          |
| 2020      | Our Girl                     | Prof                | Saison 4            |
| 2024      | Passenger                    | Ken Jackson         | personnage régulier |

### Théâtre
| Année | Titre    | Rôle  | Notes |
| ----- | -------- | ----- | ----- |
| 2014  | The Pass | Harry |       |

## Distinctions

### Nominations
- The British Soap Awards 2008 : meilleur espoir pour Hollyoaks
- The British Soap Awards 2009 : meilleur duo à l'écran pour Hollyoaks (partagé avec Marc Silcock)
- British Academy Television Awards 2014 : meilleur acteur dans un second rôle pour The Village